# Literatura llatina
La literatura llatina és el conjunt d'obres escrites en llatí, tant a l'època clàssica com a l'edat mitjana, on el llatí era la llengua de cultura.
Inclou els assajos, les històries, els poemes, les obres de teatre i altres escrits escrits en llatí. L'inici de la literatura llatina formal es remunta a l'any 240 aC, quan es va representar a Roma la primera obra teatral en llatí. La literatura llatina va florir durant els sis segles següents. L'era clàssica de la literatura llatina es pot dividir aproximadament en diversos períodes: la literatura llatina primerenca, l'edat d'or, el període imperial i l'antiguitat tardana.
El llatí va ser la llengua dels antics romans, a més de ser la llengua vehicular de l'Europa occidental i central durant tota l’edat mitjana. La literatura llatina presenta l'obra d'autors romans, com ara Ciceró, Virgili, Ovidi i Horaci, però també inclou l'obra d'escriptors europeus posteriors a la caiguda de l'Imperi; des d'escriptors religiosos com Tomàs d'Aquino (1225–1274) fins a escriptors seculars com Francis Bacon (1561–1626), Baruch Spinoza (1632–1677) i Isaac Newton (1642–1727).

## La primera literatura llatina
Tot i que la literatura en llatí va seguir un desenvolupament continu durant uns quants segles, els inicis de la literatura llatina formal van començar amb la representació regular de comèdies i tragèdies a Roma l'any 240 aC, un any després de la conclusió de la Primera Guerra Púnica. Aquestes comèdies i tragèdies inicials van ser adaptades del drama grec de Livi Andronic, un presoner de guerra grec que havia estat portat a Roma com a esclau l'any 272 aC. Andrònic va traduir l'Odissea d’Homer al llatí utilitzant una forma tradicional de vers llatí anomenada mètrica saturniana. L'any 235 aC, Gneu Nevi, un ciutadà romà, va continuar aquesta tradició de produir drames que eren reelaboracions d'originals grecs, o fabula palliata, i la va ampliar produint un nou tipus de drama, la fabula praetexta, o tragèdies basades en mites i història romanes, a partir del 222 aC. Més tard a la vida, Nevi va compondre un poema èpic en mètrica saturniana sobre la primera Guerra Púnica, en la qual havia lluitat.
Altres poetes èpics van seguir a Naevius. Quint Enni va escriure una epopeia històrica, els Annals (poc després del 200 aC), que descrivia la història romana des de la fundació de Roma fins a la seva pròpia època. Va adoptar l'hexàmetre dactílic grec, que es va convertir en la forma versificada estàndard de les epopeies romanes. Es va fer conegut pels seus drames tràgics. Els successors en aquest camp són Marc Pacuvi i Luci Acci. Aquests tres escriptors rarament utilitzaven episodis de la història romana, però van escriure versions llatines de temes tràgics sobre els quals els grecs ja havien escrit. Fins i tot quan copiaven els grecs, les seves traduccions no eren rèpliques directes de les obres gregues originals. Només han sobreviscut fragments de les seves obres.

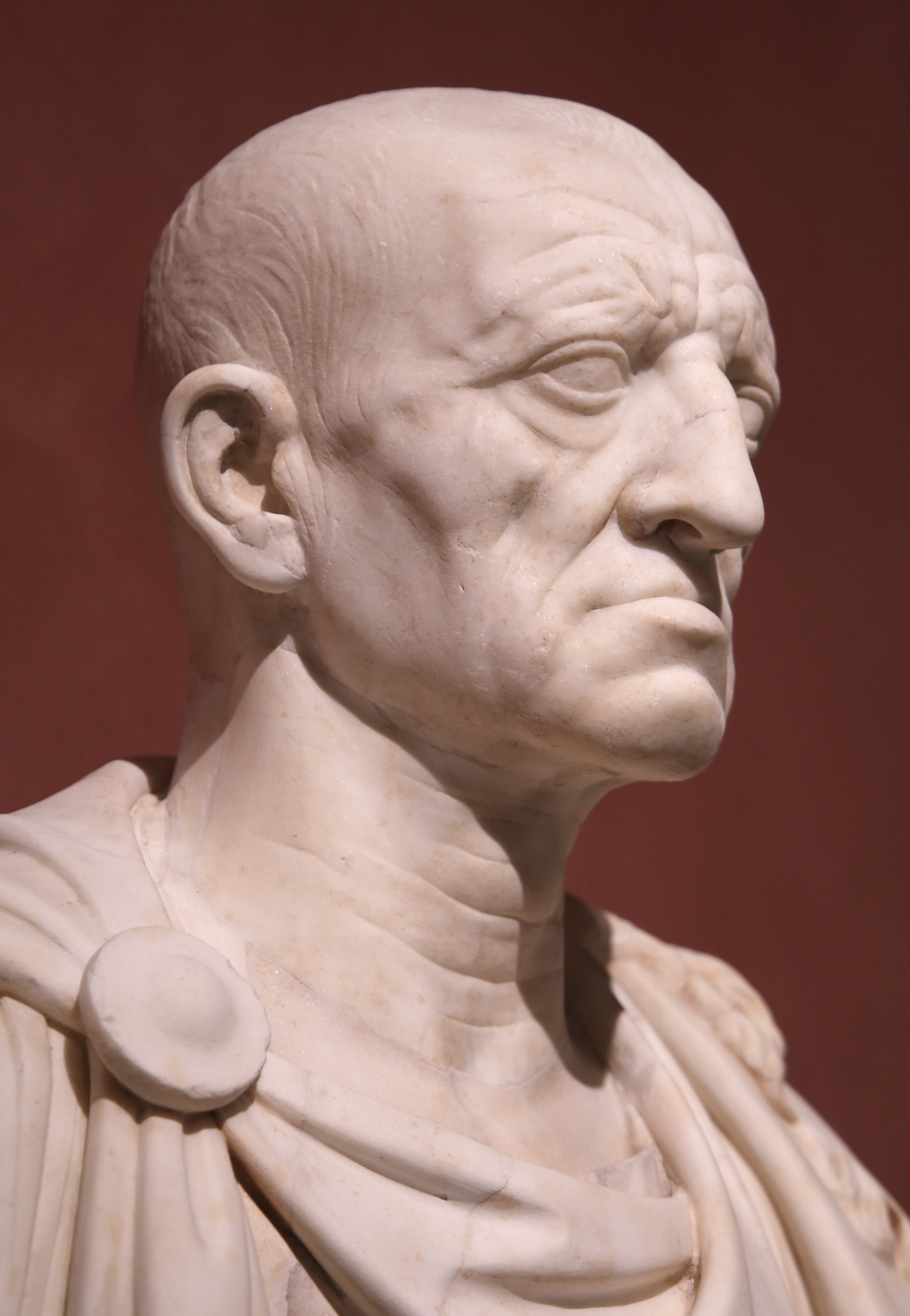
Cató el Censor

Se sap força més sobre la comèdia llatina antiga, ja que es conserven 26 comèdies llatines antigues, 20 de les quals van ser escrites per Plaute; les sis restants van ser escrites per Terenci. Aquests homes van modelar les seves comèdies a partir d'obres gregues conegudes com a comèdia nova, però van tractar lliurement els arguments i la redacció dels originals. Plaute va escampar cançons per les seves obres i va afegir humor amb jocs de paraules i acudits, així com accions còmiques dels actors. Les obres de Terence tenien un to més auster i tractaven situacions domèstiques. Les seves obres van proporcionar la principal inspiració per a les comèdies franceses i angleses del segle xvii.
Al camp de la poesia, sobresurten dos autors: Lucreci i Catul. El primer va escriure un llarg poema sobre la natura on recull i explica les tesis d'Epicur que va tenir una gran influència posterior. Catul, per la seva banda, va ser el model líric per excel·lència per als romans. Centrat en l'amor i l'anomenada "poesia nova", va apropar la poesia als seus contemporanis.
Juli Cèsar, Ciceró i Tit Livi són els prosistes més reeixits de la primera etapa, amb les seves cròniques basades en la història contemporània i en l'oratòria. Els seus escrits han estat usats durant segles per ensenyar llatí.
La prosa del període és més coneguda a través de Sobre l'agricultura (160 aC) de Cató el Censor. Cató va escriure la primera història llatina de Roma i d'altres ciutats italianes. Va ser el primer estadista romà que va posar per escrit els seus discursos polítics com a mitjà d'influir en l'opinió pública.
La literatura llatina primerenca va acabar amb Gai Lucili, que va crear un nou tipus de poesia en els seus 30 llibres de sàtires (segle II aC). Va escriure amb un to fàcil i conversacional sobre llibres, menjar, amics i esdeveniments actuals.

## La literatura imperial
L'època imperial coincideix amb l'esplendor de la literatura llatina. L'èpica necessitava figures de prestigi, herois a qui el poble pogués admirar, com a la majoria de literatures nacionals. Per això Virgili va intentar igualar la fama d'Homer entre els romans amb els seus poemes. Tradicionalment, l'apogeu de la literatura llatina s'ha assignat al període comprès entre el 81 aC i el 17 dC, tot i que estudis recents han qüestionat els supòsits que privilegiaven les obres d'aquest període respecte a les obres anteriors i posteriors. Es diu que aquest període va començar amb el primer discurs conegut de Ciceró i va acabar amb la mort d’Ovidi.
Horaci, al seu torn, va conrear els grans gèneres poètics, com els epodes, l'oda o l'ègloga, expandint els tòpics grecs d'acord amb la sensibilitat romana. Dins la poesia amorosa destaca l'obra d'Ovidi, amb un veritable catàleg de casos amorosos que van esdevenir clàssics.
En el vessant còmic els autors de més prestigi van ser Lucà i Juvenal, els quals amb la seva sàtira reflectien la realitat llatina sense oblidar el cànon culte antic. Seguint també l'estela antiga, concretament la d'Isop, Fedre va escriure les seves faules.
A la prosa destaquen les aportacions de Sèneca, Tàcit i Suetoni, amb un renovat interès per la història romana.

#### L'època de Ciceró

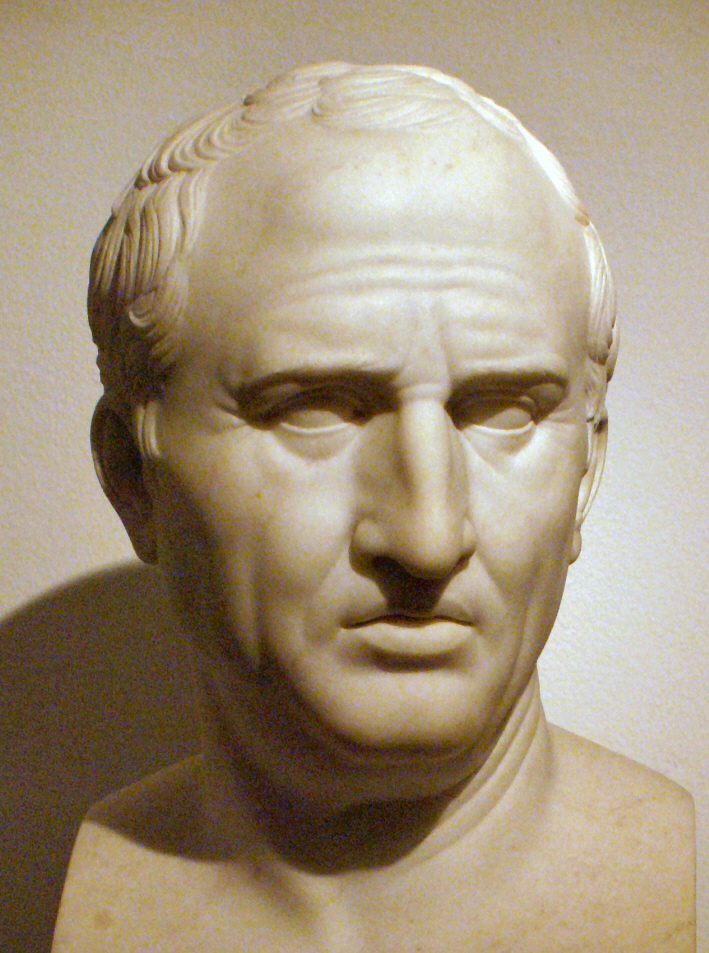
Ciceró

Ciceró ha estat tradicionalment considerat el mestre de la prosa llatina. Els escrits que va produir des del 80 aC aproximadament fins a la seva mort el 43 aC superen els de qualsevol autor llatí l'obra del qual sobreviu pel que fa a la quantitat i varietat de gènere i temàtica, a més de posseir una excel·lència estilística insuperable. Les nombroses obres de Ciceró es poden dividir en quatre grups: (1) cartes, (2) tractats retòrics, (3) obres filosòfiques i (4) oracions. Les seves cartes proporcionen informació detallada sobre un període important de la història romana i ofereixen una imatge vívida de la vida pública i privada de la classe governant romana. Les obres de Ciceró sobre oratòria són les nostres fonts llatines més valuoses per a teories antigues sobre educació i retòrica. Les seves obres filosòfiques van ser la base de la filosofia moral durant l'Edat Mitjana. Els seus discursos van inspirar molts líders polítics europeus i els fundadors dels Estats Units.

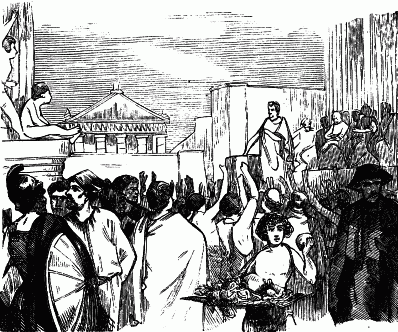
orador romà

Juli Cèsar i Sal·lusti van ser escriptors històrics importants de l'època de Ciceró. Cèsar va escriure comentaris sobre les guerres gal·les i civils en un estil directe per justificar les seves accions com a general. Va escriure descripcions de persones i les seves motivacions.
El naixement de la poesia lírica en llatí va tenir lloc durant el mateix període. Les lletres de Catul, a qui l'escriptor Aulus Gel·li va anomenar el més elegant dels poetes, destaquen per la seva intensitat emocional. Contemporani de Catul, Lucreci va exposar la filosofia epicúria en un llarg poema, De rerum natura.
Un dels escriptors més prolífics de l'època va ser Marc Terenci Varró. Conegut com el més erudit dels romans per Quintilià, va escriure sobre una varietat notable de temes, des de la religió fins a la poesia, però només els seus escrits sobre agricultura i llengua llatina es conserven en la seva forma completa.

#### L'època augustal

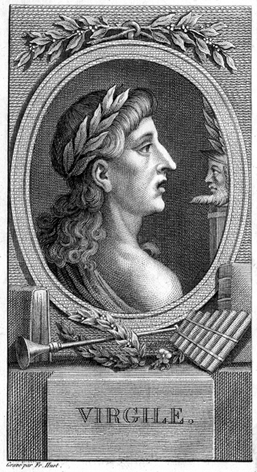
Virgili

L'emperador August es va interessar personalment per les obres literàries produïdes durant els seus anys de poder, des del 27 aC fins al 14 dC. Aquest període s'anomena de vegades l'Edat Augustana de la Literatura Llatina. Virgili va publicar les seves Èglogues pastorals, les Geòrgiques i l'Eneida, un poema èpic que descriu els esdeveniments que van conduir a la creació de Roma. Virgili va explicar com l'heroi troià Enees es va convertir en l'avantpassat del poble romà. Virgili va proporcionar una justificació divina per al domini romà sobre el món. Tot i que Virgili va morir abans de poder donar els tocs finals al seu poema, aviat va ser considerat l'obra més gran de la literatura llatina.
Horaci, l'amic de Virgili, va escriure èpodes, odes, sàtires i epístoles. La perfecció de les Odes en contingut, forma i estil ha encantat els lectors durant centenars d'anys. Les sàtires i les epístoles tracten problemes ètics i literaris d'una manera urbana i enginyosa. L'Art de poesia d'Horaci, probablement publicada com a obra separada, va influir molt en les teories poètiques posteriors. Establia les regles bàsiques de l'escriptura clàssica tal com les entenien i utilitzaven els romans. Després de la mort de Virgili, Horaci va ser el poeta més important de Roma.
L'elegia llatina va assolir el seu màxim desenvolupament en les obres de Tibul, Properci i Ovidi. La major part d'aquesta poesia tracta sobre l'amor. Ovidi va escriure els Fasti, que descriuen les festes romanes i els seus orígens llegendaris. L'obra més gran d'Ovidi, les Metamorfosis, entrellaça diversos mites en una història trepidant i fascinant. Ovidi va ser un escriptor enginyós que va destacar a l'hora de crear personatges vius i apassionats. Les Metamorfosis van ser la font més coneguda de la mitologia grega i romana durant l'Edat Mitjana i el Renaixement. Va inspirar molts poetes, pintors i compositors.
Una de les poques poetes de l'antiga Roma l'obra de la qual ha sobreviscut és Sulpicia.
En prosa, Livi va produir una història del poble romà en 142 llibres. Només en van sobreviure 35, però són una font important d'informació sobre Roma.

### El període imperial
Des de la mort d'August l'any 14 dC fins aproximadament el 200, els autors romans van emfatitzar l'estil i van provar noves i sorprenents formes d'expressió. Durant el regnat de Neró, del 54 al 68, el filòsof estoic Sèneca va escriure diversos diàlegs i cartes sobre temes morals com la misericòrdia i la generositat. A les seves Qüestions naturals, Sèneca va analitzar els terratrèmols, les inundacions i les tempestes. Les tragèdies de Sèneca van influir enormement en el creixement del drama tràgic a Europa. El seu nebot Lucà va escriure la Farsàlia (cap al 60), un poema èpic que descriu la guerra civil entre Cèsar i Pompeu. El Satíricon (cap al 60) de Petroni va ser la primera novel·la llatina picaresca. Només es conserven fragments de l'obra completa. Descriu les aventures de diversos personatges de classe baixa en situacions absurdes, extravagants i perilloses, sovint en el món de la petita delinqüència.
Els poemes èpics incloïen l’Argonàutica de Gai Valeri Flac, que segueix la història de Jàson i els argonautes en la seva recerca del Velló d'Or, la Tebaida d’Estaci, que segueix el conflicte dels fills d'Èdip i els Set contra Tebes, i la Púnica de Sili Itàlic, que segueix la Segona Guerra Púnica i les invasions d'Anníbal a Itàlia. A mans de Marc Valeri Marcial, l'epigrama va aconseguir la qualitat punxant que encara se li associa. Juvenal satiritza el vici.
L'historiador Tàcit va pintar una imatge inoblidablement fosca dels inicis de l'imperi a les seves Històries i Annals, ambdues escrites a principis del segle II. El seu contemporani Suetoni va escriure biografies dels 12 governants romans des de Juli Cèsar fins a Domicià. Les cartes de Plini el Jove descrivien la vida romana d'aquella època. Quintilià va compondre l'obra més completa sobre educació antiga que posseïm. Entre les obres importants del segle II hi ha les Nits àtiques d'Aule Gel·li, una col·lecció d'anècdotes i informes de discussions literàries entre els seus amics; i les cartes de l'orador Marc Corneli Frontó a Marc Aureli. L'obra més famosa del període va ser Les Metamorfosis, també anomenada L'Ase d'Or, d’Apuleu. Aquesta novel·la tracta d'un jove que es transforma accidentalment en un ruc. La història està plena d'anècdotes d'amor i bruixeria.

### El llatí a l'Edat Mitjana, el Renaixement i la Primera Modernitat
La literatura llatina pagana va mostrar un esclat final de vitalitat des de finals del segle III fins al segle V: Ammià Marcel·lí en història, Quint Aureli Símmac en oratòria, i Ausoni i Rutili Claudi Namacià en poesia. La Mosel·la d'Ausoni demostrava un modernisme del sentiment que indica la fi de la literatura clàssica com a tal.
Entre els escriptors que van establir les bases de la literatura llatina cristiana durant els segles IV i V hi havia els pares de l'església Agustí d'Hipona, Jeroni d'Estridó i Ambròs de Milà, i el primer gran poeta cristià, Prudenci. També es conserven alguns escrits en llatí escrits per dones cristianes: el diari de presó de la màrtir Perpètua de Cartago, i un relat d'un pelegrinatge cristià de la pelegrina Egeria.
Durant l’alta edat mitjana, hi va haver una activitat literària destacada a l’Imperi carolingi, principalment a la França actual, caracteritzada com el Renaixement carolingi, i uns 80 escriptors en llengua llatina d'aquest període han estat tractats a l'obra Clavis Scriptorum Latinorum Medii Aevi, publicada per Brepols. L’Alta Edat Mitjana es caracteritzaria per una renovació de la literatura llatina a través de la traducció de l’Escola de Toledo d'obres d'Al-Àndalus, tant originals com traduccions de textos grecs anteriors, i amb l'escolàstica el llatí trobaria una nova expressió filosòfica.
Durant el Renaixement hi va haver un retorn al llatí de l'època clàssica, anomenat per aquest motiu neollatí. Aquesta llengua purificada va continuar sent utilitzada com a lingua franca entre els erudits de tota Europa, i les grans obres de Descartes, Francis Bacon i Baruch Spinoza van ser totes compostes en llatí. Entre els darrers llibres importants escrits principalment en prosa llatina hi ha les obres de Emanuel Swedenborg (m. 1772), Carl von Linné (m. 1778), Leonhard Euler (m. 1783), Carl Friedrich Gauß (m. 1855) i Isaac Newton (m. 1727), i el llatí continua sent una habilitat necessària per als lectors moderns de les grans obres de lingüística, literatura i filosofia de l'època moderna.

## Literatura medieval
La literatura medieval va alternar l'ús del llatí i les respectives llengües vernacles. Les obres de no-ficció, com les reflexions filosòfiques, els comentaris bíblics o els sermons, van experimentar gran auge, lligades al cristianisme i als monestirs com a centres de cultura. Però es va seguir conreant la literatura de ficció, encara que a vegades allunyada dels models clàssics. Alcuí de York i el Carmina burana (cants goliards) són els exemples d'aquesta nova manera d'entendre l'escriptura, que va transformar els gèneres literaris.

## Característiques
Gran part de l'escriptura llatina reflecteix l'interès dels romans per la retòrica, l'art de parlar i persuadir. Parlar en públic tenia una gran importància per als romans educats, ja que la majoria volien carreres polítiques reeixides. Quan Roma era una república, la manera d'orar sovint determinava qui seria elegit o quins projectes de llei s'aprovarien. Després que Roma es convertís en un imperi, la capacitat d'impressionar i persuadir la gent mitjançant la paraula va perdre gran part de la seva importància. Però la formació en retòrica va continuar florint i afectant els estils d'escriptura. Una gran part de la retòrica consisteix en la capacitat de presentar una idea familiar d'una manera nova i sorprenent que crida l'atenció. Els autors llatins es van convertir en mestres d'aquest art de la varietat.

### Llenguatge i forma
El llatí és una llengua amb moltes flexions, amb moltes formes gramaticals per a diverses paraules. Com a resultat, es pot utilitzar amb  concisió i brevetat. Es presta a l'elaboració, perquè la seva sintaxi ajustada manté unida fins i tot l'oració més llarga i complexa com una unitat lògica. El llatí es pot utilitzar amb concisió, com en les obres de Sal·lusti i Tàcit. O pot tenir frases àmplies i extenses, com en les obres de Livi i els discursos de Ciceró.
El llatí no té el vocabulari poètic del grec. Alguns poetes romans anteriors van intentar compensar aquesta deficiència creant noves paraules compostes, com havien fet els grecs; no obstant això, els escriptors romans poques vegades inventaven paraules. Excepte en la poesia èpica, tendien a utilitzar un vocabulari familiar, donant-li valor poètic mitjançant combinacions de paraules i rics efectes de so. Els principals poetes de Roma tenien una gran habilitat tècnica en l'elecció i la disposició de la llengua. Tenien un coneixement íntim dels poetes grecs, els temes dels quals apareixen a gairebé tota la literatura romana.